# 프랑코 크리스탈디
프랑코 크리스탈디(Franco Cristaldi, 1924년 10월 3일 ~ 1992년 7월 1일)은 이탈리아의 영화 제작자, 영화 프로듀서이다.